# Osiedle Centrum, Białystok
 Osiedle Centrum là một trong những quận trong thành phố Białystok của Ba Lan.

## Điểm quan tâm
Ở BiałystokTHER Centrum, các điểm đáng chú ý bao gồm: Đại học Y khoa Białystok, Hội đồng St. Mikołaj, Nhà thờ Chính thống Maria Magdalena, Văn phòng Hồ sơ Công cộng Cekhaus, Nhà thờ Thánh Roch, Nhà thờ nhỏ hơn, Tu viện Thánh Wincent, Tu viện Thánh Wincent hội trường (hiện tại là Bảo tàng Podlasie), khu phức hợp công viên Branicki, Nhà hát kịch Aleksander Węgierka, Nhà hát múa rối Białystok, Đài tưởng niệm các anh hùng của vùng Białystok, Đài tưởng niệm Józef Piłsudski, Rev. Đài tưởng niệm J. Popiełuszko, Đài tưởng niệm Ludwik Zamenhof, Masonic Lodge (hiện là Thư viện Podlasie), Công viên Jadwiga Dziekońska, Công viên Hoàng tử J. Poniatowski, Công viên Trung tâm, Đại lộ Józef Bilcharski và Kościałkowski Boulevards.